# Louis Félix Dieudonné de Ravinel
Pour les autres membres de la famille, voir Famille de Ravinel.
Louis Félix Dieudonné, baron de Ravinel (16 avril 1806, Épinal - 19 septembre 1867, Nossoncourt), est un militaire et homme politique français.

## Biographie
Fils de François-Dieudonné de Ravinel, il fit des études de droit mais renonça en 1830 à entrer dans la magistrature. Il devint avocat entre 1828 à 1833 mais se retira ensuite sur ses terres. Il fut maire de Nossoncourt en 1834, et conseiller général des Vosges en 1848, il se présenta d'abord en mai 1849 comme député mais échoua puis lors d'une élection partielle, les conservateurs-monarchistes de ce département l'élurent, le 8 juillet 1849, représentant à l'Assemblée législative.
Ravinel siégea à droite, appuya toutes les mesures répressives, vota pour l'expédition romaine, pour la loi Falloux-Parieu, sur l'enseignement, pour la loi du 31 mai sur le suffrage universel, ne se rallia point à la politique de l'Élysée, et protesta à la mairie du 10e arrondissement de Paris, contre le coup d'État du 2 décembre 1851. 
Candidat indépendant aux élections du 29 février 1852 pour le Corps législatif dans la 3e circonscription des Vosges (Saint-Dié), il fut élu député. Il se sépara quelquefois de la majorité, mais prêta serment à l'Empire dont il devint, aux élections suivantes, le candidat officiel, et fit partie jusqu'à sa mort du groupe des députés catholiques à tendances légitimistes. Il fut réélu, le 22 juin 1859, puis, le 1er juin 1863. 
Mort en septembre 1867, il fut remplacé, le 9 novembre suivant, par Géliot. Il était chevalier de la Légion d'honneur.
Beau-frère de Maurice de Foblant, il est le père de Charles de Ravinel et de Maurice de Ravinel, préfet, et le beau-père du baron Henry Joseph Hulot, inspecteur général des Finances (fils du général Étienne Hulot).